# Тришичи
Тришичи — деревня в Юрьянском районе Кировской области в составе Великорецкого сельского поселения.

## География
Находится на расстоянии примерно 16 километров на юго-запад от районного центра поселка Юрья.

## История
Известна с 1678 года, когда здесь (тогда деревня Спирки Агалакова) было учтено 5 дворов, в 1764 32 жителя. В 1873 году учтено дворов 12 и жителей 64, в 1905 16 и 91, в 1926 20 и 94, в 1950 23 и 85 соответственно, в 1989 году 7 жителей. 

## Население
Постоянное население  составляло 2 человека (русские 100%) в 2002 году, 0 в 2010.